# 129-о основно училище „Антим I“
129 Основно училище „Антим I“ е едно от най-старите училища в София, открито през 1895 г. Негов патрон е екзарх Антим I.
В училищната сграда се обучават над 650 ученици от 129. ОУ „Антим I“ от подготвителен до седми клас, както и още 500 ученици от 164-та гимназия с преподаване на испански език „Мигел де Сервантес“.
През 2023 г. тогавашният директор Александър Александров Чакмаков е и най-младият директор на училище в България. От 2024 г. директор на училището е Ангел Милков.

## История
Сегашната сграда на учебното заведение е построена около 1955 г., а преди това се е помещавало в сегашната сграда на ОП по туризъм, която се намира в непосредствена близост.

## Учебна дейност
В училището се работи с ученици от начален и прогимназиален етап на обучение. Училището е специализирано в изучаването на английски и испански език, както и хореография, компютри и изобразително изкуство.

## Материална база
Училището разполага с модерни зали по физкултура, компютърна зала, стол за хранене и обновена библиотека. Училището разполага с просторен ученически стол и бюфет, богата библиотека, голям и добре оборудван физкултурен салон и открити спортни площадки.